# Karnicki II
Karnicki II – polski herb szlachecki, odmiana herbu Kościesza.

## Opis herbu

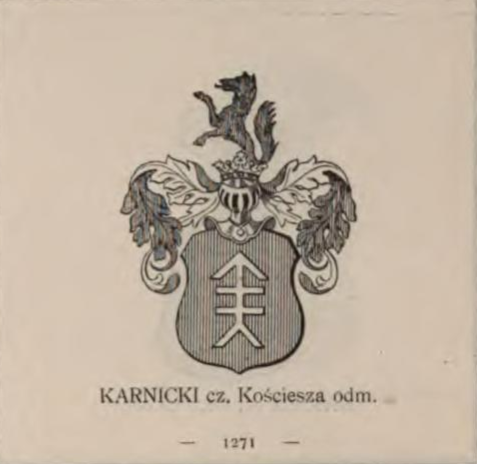
Karnicki II według Juliusza Ostrowskiego, Księga herbowa rodów polskich. 1897 r.

### Opis historyczny
Juliusz Ostrowski blazonuje herb następująco:

W polu czerwonem — strzała srebrna dwa razy przekrzyżowana bez opierzenia u dołu rozdarta. Nad hełmem w koronie pół lisa czerwonego. Labry czerwone podbite srebrem.

### Opis współczesny
Opis skonstruowany współcześnie brzmi następująco:
Na tarczy w polu czerwonym strzała srebrna bez opierzenia dwa razy przekrzyżowana, rozdarta u dołu.
W klejnocie pół lisa czerwonego.
Labry herbowe czerwone, podbite srebrem.

## Geneza
Herb rodziny małopolskiej z przydomkiem Siostrzanek z Karnic. Starsza gałąź tej rodziny pochodzi z województwa rawskiego. Młodsza zaś z Galicji, gdzie otrzymała najpierw tytuł baronowski (Karnicki III), a następnie hrabiowski (Karnicki IV). Kolejna gałąź tejże rodziny miała być zlokalizowana na Żmudzi, choć używała herbu Iłgowski, a w Galicji herbu Syrokomla odmienna.

## Herbowni
Herb ten był herbem własnym, toteż do jego używania uprawniony jest tylko jeden ród herbownych:
Karnicki.